# Бийвър (окръг, Пенсилвания)
Окръг Бийвър (на английски: Beaver County) е окръг в щата Пенсилвания, Съединени американски щати. Площта му е 1150 km², а населението - 166 140 души (2017). Административен център е град Бийвър.